# Севлиевско поле
Севлиевското поле (или Севлиевската котловина) е долинно разширение на река Росица и притоците ѝ Видима (ляв), Лопушница (десен) и Чопарата (десен) в Средния Предбалкан.
Полето е разположено между северните разклонения на Черновръшки рид на юг, платото Стражата на изток, Микренските височини на запад и Севлиевските височини на север.
Цялата дължина на котловината от запад на изток е около 40 км, а ширина ѝ – 12 – 15 км. Котловинното дъно лежи на 250 – 300 м н.в. Покрай реките Росица и Видима широко развити са речните тераси.
Климатът е умереноконтинентален, като през зимния сезон често се наблюдават температурни инверсии. Преобладаващите почви са сиви горски, а покрай реките – алувиални. Земите в котловината са добре стопански усвоени. Отглеждат се основно пшеница, царевица и лозя.
В центъра на Севлиевската котловина е разположен град Севлиево, а около него още няколко десетки села.
През котловината преминават участъци от 3 пътя от Държавната пътна мрежа:
- От запад на изток участък от 20,3 км от първокласен път № 4 Ябланица – Велико Търново – Шумен;
- От северозапад на югоизток участък от 26,4 км от второкласен път № 44 Севлиево – Габрово;
- От изток на запад участък от 29,4 км от третокласен път № 404 Богатово – Севлиево – Дебнево.[1]

В близост до село Горна Росица е изграден мотополигона „Горна Росица“.

## Топографска карта
- Лист от карта K-34-26. Мащаб: 1 : 100 000.
- Лист от карта K-34-27. Мащаб: 1 : 100 000.
- Лист от карта K-34-38. Мащаб: 1 : 100 000.
- Лист от карта K-34-39. Мащаб: 1 : 100 000.